# القانون الدولي للتسمية الحيوانية
القانون الدولي للتسمية الحيوانية (بالإنجليزية: The International Code of Zoological Nomenclature)‏ (ICZN) هو اتفاق واسع القبول في علم الحيوان يحكم التسمية العلمية الرسمية للكائنات الحيوانية. ويعرف كذلك بقانون ICZN بالنسبة لناشره، اللجنة الدولية للتسمية الحيوانية التي تشاركه نفس الاسم المختصر  ICZN. ينظم القانون بشكل أساسي:
- كيفية صياغة الأسماء بشكل صحيح في إطار التسمية الثنائية.[1]
- أي اسم يجب أن يُستخدم في حالة التضارب.
- كيف يجب للمؤلفات الأدبية أن تذكر الأسماء.

التسمية الحيوانية مستقلة عن أنظمة التسمية الأخرى، على سبيل المثال نظام تسمية النبات. وهذا يعني أنه يمكن أن يكون للحيوانات نفس الأسماء العامة مثل النباتات.
لدى القوانين والتوصيات هدف أساسي واحد: وهو توفير القدر الأكبر من العالمية والاستمرارية في تسمية كل الحيوانات، باستثناء الحالات التي يكون فيها للحكم التصنيفي رأي مغاير. يهدف القانون إلى إرشاد تسمية الحيوانات وترك الحرية لعلماء الحيوان في تصنيف أصنوفات جديدة.
بعبارة أخرى، هل يعتبر نوعٌ بحد ذاته كيانا معروفا أم لا هو قرار شخصي، لكن الاسم الذي يجب أن يطلق عليه ليس كذلك. ينطبق القانون على الحالة الأخيرة فقط. أسماء الحيوانات الجديدة المنشورة من دون الالتزام بالقانون قد تعتبر ببساطة «غير متوفرة» إن فشلت في تحقيق بعض الشروط، أو تخالف بشكل كامل التسمية العلمية (مثال: الاسم العلمي لوحش لوخ نس).
تحدد القوانين في القانون الدولي الأسماء الصحيحة لأي صنف، في مجموعة عائلة، مجموعة جنس، أو مجموعة نوع. ويحتوي على أحكام إضافية (لكن محدودة بشكل أكبر) لأسماء التصانيف الأعلى رتبة. لا يعترف القانون بالسوابق القضائية، ويُحسم أي خلاف أولا بتطبيق القانون مباشرة، وليس بالرجوع إلى النسخ السابقة للقانون.
يُطبّق القانون كذلك بأثر رجعي، ما يعني أن النسخ السابقة منه أو الأحكام والاتفاقيات السابقة ليس لها أي قوة قانونية اليوم، والأسماء التي نُشرت قديما يجب أن يتم تقيمها تحت النسخة الحالية من القانون فقط. في حالة خلاف يتعلق بتفسير الاسم، الإجراء العام هو استشارة القانون الفرنسي، أخيرا يمكن تقديم القضية إلى اللجنة التي لها الحق في نشر القرار الأخير.